# Acalypha longipes
Acalypha longipes är en törelväxtart som beskrevs av Sereno Watson. Acalypha longipes ingår i släktet akalyfor, och familjen törelväxter. Inga underarter finns listade i Catalogue of Life.